# Cacao (wulkan)
Cacao – wulkan w Kostaryce. Leży w paśmie Cordillera de Guanacaste, na terenie Parku Narodowego Guanacaste, jest najwyższym wulkanem w kompleksie wulkanicznym Orosi i wznosi się na wysokość 1659 m. n. p. m.
Jest wulkanem wygasłym. Z jego stoku bierze początek kilka rzek m.in. Gangora i Tempisgue, które wpadają do jeziora Nikaragua i zatoki Nicoya.    
Na wysokości 1050 m n.p.m. znajduje się stacja biologiczna Cacao.